# Юшкевич, Сергей Иванович
Серге́й Ива́нович Юшке́вич (род. 9 июля 1967, Черновцы) — российский актёр театра и кино. Заслуженный артист Российской Федерации (2005).

## Биография
Родился 9 июля 1967 года в городе Черновцы Украинской ССР. Отец ушёл из семьи, когда Сергею было три месяца. Мать — Светлана Павловна Юшкевич (род. 1946), работала инженером, повторно замуж не вышла. Со своим отцом, Иваном Михайловичем, художником, Юшкевич познакомился в возрасте сорока трёх лет, в 2010 году.
С 1-го по 8-й классы (1974—1982) учился в черновицкой средней школе № 5. Осенью 1982 года был переведён в среднюю школу № 12, где проучился ещё два года. После окончания средней школы в 1984 году отправился в Москву, где предпринял первую попытку поступить в театральный ВУЗ, но, дойдя до конкурса в ВТУ имени Б. В. Щукина, был «слит». Вернулся в родной город и устроился на работу монтировщиком в Черновицком музыкально-драматическом театре имени Ольги Кобылянской.
С 1985 по 1987 годы проходил военную службу по призыву в рядах Советской армии.
Повторная попытка поступить в московский театральный ВУЗ летом 1988 года также не увенчалась успехом. Осенью того же года устроился на работу «по лимиту» в «Московский метрострой». Ближе к зиме поступил на подготовительные курсы на базе Школы-студии МХАТ под руководством Олега Табакова.
В 1989 году, с третьей попытки, поступил в училище имени Б. В. Щукина (художественный руководитель курса — Альберт Буров), которое окончил по специальности «Актёр драматического театра и кино» в 1993 году и был принят в труппу Московского академического театра имени Владимира Маяковского, где проработал чуть более шести лет.
С осени 1999 года — в труппе Московского драматического театра «Современник».

### Личная жизнь
Жена (с 1999 года) — Елена Юшкевич (до замужества — Рашевская). Сергей и Елена познакомились 28 ноября 1999 года в антракте «чудовищного», по словам Сергея, спектакля в филиале Московского академического театра имени Владимира Маяковского, на который Сергей пришёл в очень плохом настроении, чтобы сделать себе ещё хуже. Но эта судьбоносная встреча с Еленой перевернула всю его жизнь.
Дочери:
Селена (род. весна 2002). Появилась на свет в день рождения своей мамы, а её имя родители сложили из своих имён — Сергей и Елена,
Дарина Сергеевна Юшкевич (род. весна 2004).

## Общественная позиция
В марте 2023 года Сергей Юшкевич высказался против возвращения тех деятелей культуры, которые уехали из России после начала военного вторжения России на Украину.

## Творчество

### Роли в театре

#### Московский академический театр имени Владимира Маяковского
- 1993 — «Розенкранц и Гильденстерн мертвы» по пьесе Тома Стоппарда — актёр[3]
- 1993 — «Любовь студента» Леонида Андреева — Николай Глуховцев
- 1996 — «В баре токийского отеля» Теннесси Уильямса — бармен
- 1998 — «Собачий вальс» Леонида Андреева — Генрих Тилле

#### Московский драматический театр «Современник»
- 1999 (по настоящее время) — «Три товарища» по одноимённому роману Э. М. Ремарка (постановка — Галина Волчек) — Отто Кёстер (первые поставновки), Валентин Гаузер (нынешняя постановка).
- 2000 (по настоящее время) — «Играем… Шиллера!», сценическая версия трагедии Фридриха Шиллера «Мария Стюарт» (постановка — Римас Туминас; премьера — 1 марта 2000 года) — Вильям Девисон, государственный секретарь / Роберт Дадли, граф Лестер[3]
- 2001 — «Три сестры» по пьесе А. П. Чехова — Александр Игнатьевич Вершинин, подполковник, батарейный командир
- 2003 — «Анфиса» по пьесе Леонида Андреева — Татаринов
- 2004 — «Бесы» по роману Ф. М. Достоевского — Антон Лаврентьевич Г-в, герой-рассказчик, от лица которого ведётся повествование
- 2006 — «Америка, часть вторая» по пьесе Биляны Срблянович — Даниэль
- 2007 — «Горе от ума» по комедии А. С. Грибоедова — Алексей Степанович Молчалин, секретарь Фамусова[3]
- 2008 (по настоящее время) — «Три сестры» по пьесе А. П. Чехова — Фёдор Ильич Кулыгин, учитель гимназии, муж Маши
- 2011 (по настоящее время) — «Враги. История любви» по одноимённому роману Исаака Башевиса Зингера (постановка — Евгений Арье; премьера — 5 февраля 2011 года) — Герман Бродер[7][8]
- 2012 (по настоящее время) — «Скрытая перспектива» по пьесе Дональда Маргулиса (постановка — Евгений Арье) — Джеймс Додд, журналист
- 2012 (по настоящее время) — «Вишнёвый сад» по одноимённой пьесе А. П. Чехова (постановка — Галина Волчек) — Леонид Андреевич Гаев, брат Раневской

### Фильмография
- 1993 — Полнолуние — эпизод
- 1994 — Колечко золотое, букет из алых роз — Степан Цыбукин, младший сын Григория Петровича
- 1998 — День полнолуния — прохожий (в финале)
- 1998 — Страна глухих — «Нуна»
- 1998 — Юкка —
- 1998 — Тоталитарный роман — Андрей Осокин
- 1998 — Ретро втроём — милиционер
- 1999 — Простые истины (1-й сезон) — отец Миши Яковлева
- 2000 — Марш Турецкого (фильм № 6 «Опасное хобби») — Вадим Богданов, коммерсант, муж Ларисы
- 2000 — Чёрная комната (новелла № 4 «Тихая охота») —
- 2001 — Каменская (фильм № 2 «Игра на чужом поле») — Анатолий Владимирович Старков, начальник охраны Денисова
- 2001 — Апрель — Андрей, охранник
- 2001 — 101-й километр — «Малышка»
- 2001 — Дальнобойщики (17-я серия «Призрак») — «Седой»
- 2002 — Каменская 2 (фильм № 4 «За всё надо платить») — Анатолий Владимирович Старков, начальник охраны Денисова
- 2002 — Кодекс чести — Юрий Комаров
- 2002 — Закон — отец Дмитрий, священник
- 2002 — Глаза Ольги Корж — кровоточащий
- 2002 — Олигарх — Виктор Сысоев, экономист, друг Платона Маковского
- 2003 — Кавалеры морской звезды — Борис Говорков
- 2003 — Возвращение Мухтара (серия № 38 «ДТП») — муж жертвы
- 2003 — Свободная женщина 2 — Волынец, старший следователь
- 2003 — Лучший город Земли — Ежи, поляк
- 2003 — Как бы не так — Сергей Петрович, хирург
- 2003 — Всегда говори «всегда» — Дмитрий Иванович Кравцов (Митяй)
- 2003 — Невеста по почте — Владимир
- 2004 — Красная капелла — Винсенте Сьерра / «Кент» / Анатолий Гуревич
- 2004 — Ландыш серебристый 2 (серия № 3 «Вернись в Сорренто») — швед, снимающий квартиру у Стаса
- 2004 — Дети Арбата — Соловейчик
- 2004 — МУР есть МУР — Виллен, друг Александра Смирнова
- 2005 — С Новым годом, папа! — Олег
- 2005 — Примадонна — Трофимов
- 2005 — Частный детектив — Кирсанов
- 2005 — Верёвка из песка — Юрий Воронцов
- 2005 — Человек войны — Курт Шиммель
- 2006 — Прииск — Яшка «Ноздря», уголовник
- 2006 — Аэропорт 2 (серия № 13 «Круг в 20 лет») — Геннадий
- 2006 — Охота на гения — Трофим, начальник охраны Стрешинских
- 2006 — Слушая тишину — Игорь, помощник бизнесмена Димы
- 2006 — Червь — Роланд
- 2006 — Русский перевод — Павел Сергеевич Петров, подполковник, референт в Триполи
- 2007 — Ораниенбаум. Серебряный самурай — Андрей Панин, адъютант Петра III
- 2007 — Скалолазка и последний из седьмой колыбели — Патрик
- 2007 — Ванечка — Ян, директор крупного издательства
- 2007 — Операция «Супермаркет» — Владимир Генрихович
- 2007 — Формула стихии — Ганс (Геннадий Анатольевич Бобылёв)
- 2007 — Служба доверия (серия № 3 «Месть») — Анатолий Иванович Демич
- 2007 — Я сыщик (фильм № 6 «У самого синего моря») — Аркадий Лошкарь, адвокат семьи Шиманских
- 2007 — Час Волкова (серия № 27 «Китайский след») — Геннадий Лавишев
- 2007 — Танец живота — Вадик, муж Нины
- 2008 — Розыгрыш — отец Геры Зорина-Кротова
- 2008 — Воротилы. Быть вместе — Анатолий Сергеевич Кудряшов
- 2008 — Белый паровоз — Вася
- 2008 — Большая игра — Артур
- 2008 — Главная улика — Георгий Милютин, адвокат, однокурсник Юрия Климова
- 2008 — Застава Жилина — комбат
- 2008 — Сюрприз — Иван
- 2008 — Пять шагов по облакам — Иван Владимирович Агапов, начальник службы безопасности Баширова
- 2009 — Кромовъ — Грушевский
- 2009 — Любовь на сене — Федя
- 2009 — Генеральская внучка 2 (серия № 2 «Милые детки») — Николай Рохин, адвокат, отец бандита-подростка Дениса Рохина
- 2009 — Вооружённое сопротивление — Константин Рябинин, геолог
- 2009 — Дом без выхода — Алексей Фёдоров, муж Марьяны
- 2009 — Иван Грозный — Юрий Васильевич Глинский
- 2009 — Участковая (серия № 4 «Благими намерениями») — Константин Борисович Ромин
- 2009 — Захватчики — Сергей Борисович Адрианов
- 2009 — Журов (фильм № 5 «Курортный роман», серии 9-10) — Александр Селезнёв, бывший хирург, муж лечащего врача санатория Елены Селезнёвой
- 2009 — Барвиха — Сергей Борисович, отец Кирилла Бальмонта
- 2010 — Тульский Токарев — Евгений Лаптев, капитан милиции
- 2010 — Тихий центр — Вадим
- 2010 — Прячься! — Вадим Пеньковский, спелеолог-любитель, муж Ирины
- 2010 — Которого не было — Андрей
- 2010 — Когда падают горы — Антон Тимурович Самарин
- 2010 — Дом малютки — Ивлев, отец подкидыша
- 2010 — Врач — Иван Тимофеевич Важов, врач
- 2010 — Slove. Прямо в сердце — Людвиг Карлович, подполковник
- 2011 — Последняя встреча — Володя, второй секретарь посольства
- 2011 — Участковый — Борис Аркадьевич Ляпишев, владелец сети мебельных магазинов
- 2011 — Золотые. Барвиха-2 — Сергей Бальмонт, отец Кирилла
- 2011 — Обрыв — Тушин
- 2011 — Слепое счастье — Владимир Петрович Бурцев, глава агрохолдинга, кандидат в мэры города, отец спасателя МЧС Константина Бурцева
- 2011 — Страховой случай — Владимир Балашов
- 2011 — Настоящие — Григорий Иванович Томский, кандидат в мэры города
- 2011 — Контригра — Николай Зеленин / Клаус Зелингер
- 2011 — Команда восемь — Нидермайер, гауптштурмфюрер
- 2012 — Ангел в сердце — Дмитрий Григорьевич Проскурин, художник
- 2012 — Мать и мачеха — Леонид, отец Кати
- 2012 — Предчувствие — Павел Андреевич Васильев, прокурор
- 2012 — Фёдоров — Григорий Лаврушин, хирург, друг офтальмолога Святослава Фёдорова
- 2013 — Восьмидесятые (3-й сезон) — Юрий Леонидович Князев, чиновник из Министерства культуры СССР
- 2013 — Карина красная — Герман Петрович Николаев, муж Карины
- 2013 — Осенняя мелодия любви — Николай Николаевич Самохин, начальник цеха, муж Нины, отец Наташи
- 2013 — Гончие 5 (фильм № 5 «Последний полёт Чкалова») — Чкалов
- 2013 — Четвёртый пассажир — Валерий, бывший муж Ульяны
- 2013 — Прощание — Юрий Викторович Солоха, журналист
- 2013 — Крик совы — Никифор Глушенко, член банды «Во́рона»
- 2013 — Умник — Григорий Александрович Воскресенский, кинорежиссёр
- 2013 — Шерлок Холмс (фильм № 5 «Обряд дома Месгрейвов») — Том Кардьё, сводный брат сэра Реджинальда Месгрейва
- 2014 — Память сердца — Егор Николаевич Михайлов
- 2014 — Две женщины — Игнатий Ильич Шпигельский, доктор
- 2014 — С чего начинается Родина — Олег Рифкатович Суюнов, член ЦК КПСС
- 2014 — Пороги — Сергей Петрович Реутов, полковник, отец Полины
- 2014 — Белая ночь — Сергей Туманов, капитан Красной армии, разведчик, командир разведгруппы / бандит по прозвищу «Офицер», главарь банды / Куликов, железнодорожник
- 2014 — Профессионал — Анатолий Владимирович Карасёв, генерал-майор ФСБ
- 2015 — Сладкая жизнь — Сергей, мануальный терапевт, поклонник Наташи с сайта знакомств
- 2015 — Лондонград — Глеб Цыганков (человек в плаще), таинственный кредитор Миши Куликова
- 2015 — Нюхач (2-й сезон) — Кулешов, психиатр
- 2015 — В созвездии Стрельца — Николай Павлович Дудоров, министр внутренних дел СССР
- 2015 — Зелёная карета — Паша, друг Вадима Раевского
- 2016 — Екатерина. Взлёт — Алексей Михайлович Обресков, граф
- 2016 — Ищейка (серия № 11) — Николай Николаевич Горчаков, хозяин гостиницы
- 2016 — Красные браслеты — Сергей, отец Димы
- 2016 — Шакал — Андрей Викторович Фёдоров, полковник ОБХСС
- 2016 — Наше счастливое завтра — Исай Кленовский
- 2016 — Чёрная кошка — Николай Цыганов («Пан»), организатор бандитских налётов, отец Таисии
- 2017 — Исчезнувшая — Пётр Ильич Кулагин, адвокат Игоря Пашкова
- 2017 — Торгсин — Аркадий Яковлевич Свенсон, искусствовед
- 2017 — Частица Вселенной — Глеб
- 2018 — Лапси — «Кулибин»
- 2018 — Скорая помощь — Орлов
- 2018 — Большая игра — Андрей Владимирович Орлов, начальник Леонтия Цветкова, любовник Елены Лосевой
- 2018 — Реализация (фильм № 1 «Сумрак») — Константин Жаров, майор, участковый уполномоченный полиции
- 2018 — Возмездие — Максим Сергеевич Кравцов
- 2018 — Доктор Рихтер 2 — Владимир Королёв
- 2019 — Свадьбы и разводы — Пётр
- 2019 — Горе от ума — Скалозуб
- 2019 — Танец с саблями — Державин
- 2019 — Яркие краски осени — Фёдор Николаевич Журавлёв, инженер-архитектор, муж Марии, отец Маргариты, дед Лёши
- 2020 — Гости из прошлого — Георгий Дмитриевич, партнёр Сергея по строительному бизнесу
- 2020 — Сирийская соната
- 2020 — Социальная защита — Тимофей Громов
- 2020 — Женское дело — Андрей Макаров
- 2020 — Каспий 24
- 2020 — Угрюм-река
- 2020 — Скрытые мотивы — Дмитрий Грошев
- 2021 — Универ. 10 лет спустя
- 2022 — Сирийская соната — Павел, переговорщик
- 2022 — Darknet — «Рэм»
- 2022 — Красный Яр — Тамаев
- 2022 — Переговорщик — «Шанхай», криминальный авторитет

### Озвучивание
- 2010 — Белка и Стрелка. Звёздные собаки (анимационный фильм) — кот-психиатр
- 2013 — Белка и Стрелка. Лунные приключения (анимационный фильм) — кот

## Признание заслуг

### Государственные награды Российской Федерации
- 2005 — почётное звание «Заслуженный артист Российской Федерации» — «за заслуги в области искусства»[2][3].

### Общественные награды
- 2011 — лауреат IV международной театральной премии зрительских симпатий «Звезда театрала» в категории «Лучший ансамбль» (в числе всех участников спектакля) — за работу в спектакле «Враги. История любви» по одноимённому роману Исаака Башевиса Зингера в постановке Евгения Арье на сцене Московского драматического театра «Современник»[7][8][9].